# Хороату-Чехулуй
Хороату-Чехулуй (рум. Horoatu Cehului) — село у повіті Селаж в Румунії. Адміністративно підпорядковане місту Чеху-Сілванієй.
Село розташоване на відстані 396 км на північний захід від Бухареста, 28 км на північний схід від Залеу, 74 км на північ від Клуж-Напоки.

## Населення
За даними перепису населення 2002 року у селі проживали 222 особи, з них 219 осіб (98,6%) румунів. Рідною мовою 218 осіб (98,2%) назвали румунську.